# Pseudorabdion collaris
Espèce
Synonymes
- Idiopholis collaris Mocquard, 1892
- Idiopholis everetti Shelford, 1901

Statut de conservation UICN

 LC  : Préoccupation mineure
Pseudorabdion collaris  est une espèce de serpents de la famille des Colubridae.

## Répartition
Cette espèce est endémique de Bornéo. Elle se rencontre au Sarawak et au Sabah en Malaisie orientale et au Kalimantan en Indonésie.

## Description
L'holotype de Pseudorabdion collaris mesure 190 mm. Son dos est brun à reflets bleuâtres uniforme et présente un collier blanc-jaunâtre incomplet. Sa face ventrale reprend la même coloration en plus claire.

## Étymologie
Son nom d'espèce, du latin collaris, « collier », fait référence à sa livrée.

## Publication originale
- Mocquard, 1892 : Nouvelle contribution à la faune, herpétologique de Bornéo. Mémoires de la Société Zoologique de France, vol. 5 p. 190-206 (texte intégral).